# 郑屯镇
郑屯镇，是中华人民共和国贵州省黔西南布依族苗族自治州兴义市下辖的一个乡镇级行政单位。

## 行政区划
郑屯镇下辖以下地区：
郑屯村、前峰村、绒泥村、大箐村、民族村、岩峰村和绒窝村。